# Ashwin Adhin
Ashwin Adhin (Paramaribo, 10 de junio de 1980) es un político surinamés, perteneciente al Partido Nacional Democrático. Ocupó el cargo de Vicepresidente de Surinam, al cual accedió el 12 de agosto de 2015, ejerciendo hasta el 16 de julio de 2020.
En julio del 2013 ejerció como ministro de educación en el gabinete del presidente Dési Bouterse, reemplazando a Shirley Sitaldin. Después de las elecciones generales del 2015, en que Adhin fue elegido a la Asamblea Nacional para el distrito electoral de Paramaribo, fue inaugurado como vicepresidente el 12 de agosto de 2015.

## Biografía

### Educación
Adhin obtuvo una licenciatura en Ingeniería eléctrica de la Universidad Anton de Kom (AdeKUS) en 2001 y, posteriormente, un Grado en Ingeniería Eléctrica (telecomunicaciones) de la Universidad Técnica de Delft en 2004.

## Carrera

### Unión Cultural Surinam
En mayo de 2011, Adhin fue nombrado nuevo presidente de la Unión Cultural de Surinam y permaneció en el cargo hasta febrero de 2014. Adhin, quien ha estado activo en organizaciones socioculturales durante los últimos 13 años, sigue insistiendo en la importancia del papel de la cultura para el desarrollo, creación de conciencia, apreciación del patrimonio propio, y para estimular el logro de objetivos comunes a través de la participación activa y colectiva de los individuos. Fueron sus cualidades de liderazgo durante la preparación de los 140 años de festividades nacionales de inmigración india, lo que llamó la atención del presidente Bouterse, quien más tarde lo nombró ministro de educación y desarrollo comunitario en julio de 2013. Adhin también ha sido miembro activo del Vishva Hindu Parishad Suriname y de la fundación Mata Gauri.

### Ministro de Educación y Desarrollo Comunitario
De 2013 a 2015, Adhin se desempeñó como ministro de Educación y Desarrollo Comunitario. Anunció una reestructuración total del Ministerio para mejorar los resultados dentro del sector de la educación en el país.

## Vicepresidente de Surinam

### Política exterior

#### Relaciones con la India
El 9 de enero de 2017, el vicepresidente Adhin se reunió con el primer ministro de la India, Narendra Modi, en Bangalore. En el encuentro discutieron el fortalecimiento de la cooperación bilateral económica y tecnológica entre ambos estados. Adhin enfatizó que Surinam tiene mucho potencial en las áreas de agricultura, ganadería, aceite de palma, procesamiento de madera, además de las industrias extractivas (oro, petróleo crudo y bauxita). Los planes de Adhin eran establecer una cátedra de Ayurveda en la Universidad de Surinam y el Instituto Nacional de Terapias Naturales y Holísticas en colaboración con la India. Sus planes incluían establecer plantaciones de medicamentos, laboratorios de investigación, fábricas para fabricar productos de Ayurveda para el mercado de Surinam y expandirse para cubrir también los países de América Latina y las islas del Caribe. Esta visión de Adhin respalda los esfuerzos para diversificar la economía de Surinam, pero también el enfoque de los gobiernos para hacer de la atención médica la prioridad más importante. Este último también es enfatizado por el programa Gobiernos Salud en todas las políticas (HIAP). Por ser de origen indio, Adhin fue invitado a la India como orador principal en la Convención de Privasi Bharatiya Divas de la Juventud celebrada el 7 de enero de 2016, que fue parte de la Convención anual de divas Privasi Bharatiya (PBD), una plataforma global para la díaspora india celebrada del 8 al 9 de enero de 2017 en Bengaluru, la capital del estado de Karnataka.